# Dictature de Garibaldi
La dictature de Garibaldi (ou dictature de Garibaldi en Sicile) est l'exécutif que Giuseppe Garibaldi, après avoir débarqué à Marsala lors de l'expédition des Mille, désigne le 17 mai 1860 pour gouverner le territoire de la Sicile libéré des Bourbons des Deux-Siciles, après s'être proclamé dictateur au sens romain du terme) au nom de Victor-Emmanuel II.
Du 2 décembre 1860 au 5 janvier 1862, elle est suivie par la Luogotenenza generale del re per la Sicilia (lieutenance générale du roi pour la Sicile).

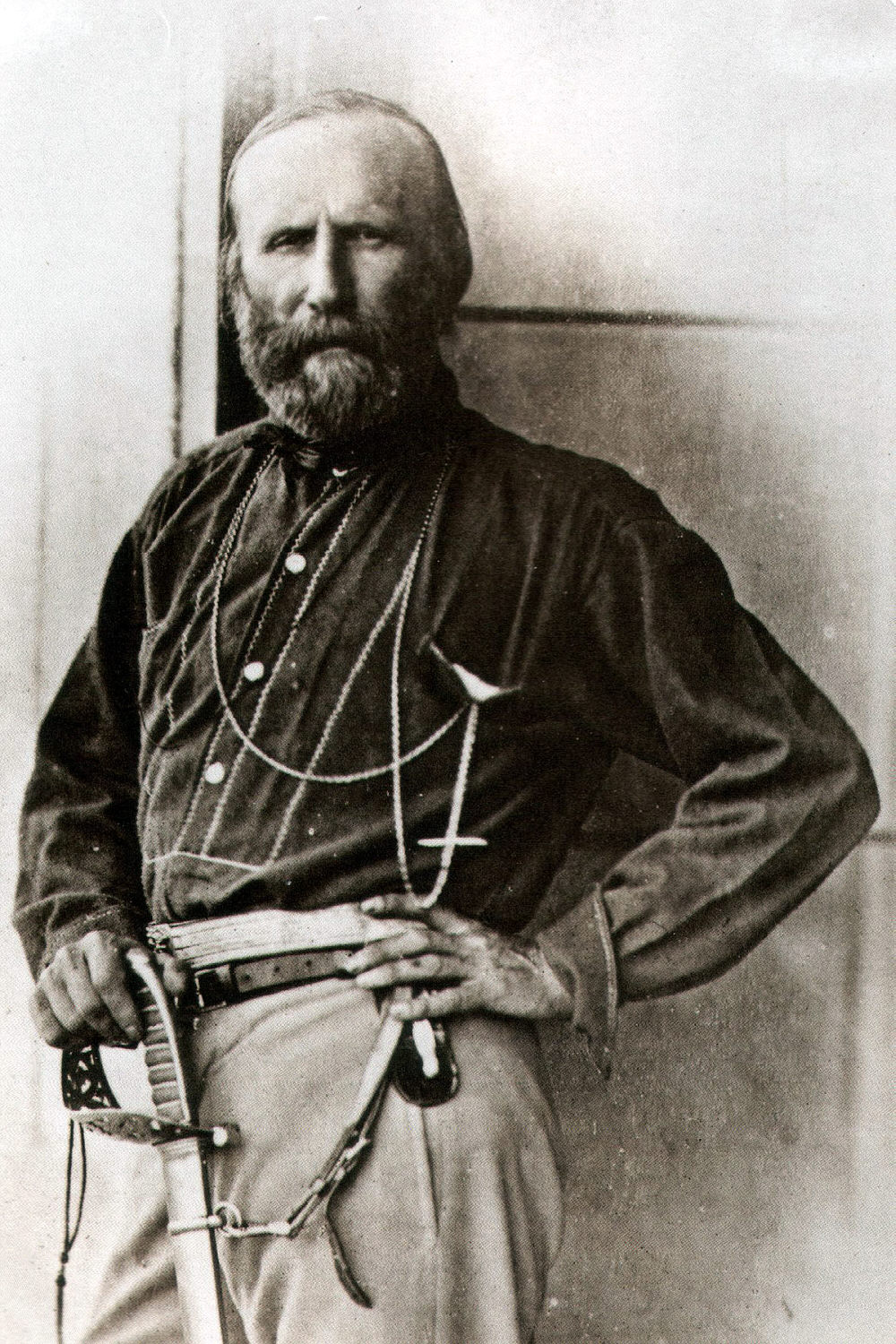
Garibaldi dictateur à Palerme, juillet 1860

## Histoire

### La proclamation
Le 14 mai 1860, à Salemi, Garibaldi déclare qu'il assume la dictature de la Sicile « au nom de Victor Emmanuel, roi d'Italie ». Toute l'initiative de Garibaldi était basée sur la devise « L'Italie et Vittorio Emanuele » ; cette phrase et l'établissement de la dictature au nom du roi indiquent que Garibaldi avait compris que le succès de l'expédition serait facilité en maintenant des relations avec le royaume de Sardaigne et en montrant qu'il ne voulait pas provoquer des subversions de l'ordre social qui inquiéteraient les nations européennes et la bourgeoisie du Sud.

### La formation du gouvernement
Le 17, Francesco Crispi, à Alcamo, est nommé premier secrétaire d'État. Le 2 juin, à Palerme, quatre secrétaires d'État sont nommés et six départements sont créés. La gestion financière de facto est confiée à Ippolito Nievo, qui est nommé intendant général adjoint. Tous les actes du gouvernement de l'État de Sicile ne reconnaissaient aucune légitimité au régime précédent, appelé désormais « autorité des Bourbons », aujourd'hui « royaume de Naples », dans les actes de la dictature, pour souligner l'illégitimité du gouvernement sur la Sicile et, dans un premier temps, les décrets de l'arrêt du royaume de Sicile (1848-1849) tels que l'organisation administrative basée sur les districts ont également été rappelés, pour récupérer une légitimité pour le nouveau gouvernement. Rapidement, cependant, les décrets du nouveau gouvernement vont dans le sens de la transposition de la législation sarde et de la préparation de l'annexion au nouvel État italien en formation. L'unité monétaire légale du royaume de Sicile, l'once sicilien, a également été récupérée pour remplacer le duché napolitain.
Garibaldi nomme également des représentants du gouvernement qu'il a constitué auprès des gouvernements de Londres, Paris et Turin. Le Sicilien Giuseppe La Farina est envoyé pour représenter le royaume de Sardaigne dans le gouvernement provisoire, mais en juillet il est contraint de démissionner en raison de désaccords avec Crispi et à sa place Cavour envoie Agostino Depretis. Et le 20 juillet, Garibaldi nomme Depretis « prodictateur », avec l'exercice de « tous les pouvoirs conférés au dictateur dans les communes de Sicile ». Il promulgue immédiatement le Statut albertin (Statuto Albertino) comme loi fondamentale de la Sicile et impose à tous les fonctionnaires le serment de fidélité à Victor Emanuel II.
Le 14 septembre, cependant, Depretis démissionne, n'ayant pas réussi à convaincre le général de l'annexion directe de la Sicile au royaume de Sardaigne. De Naples, le 16 septembre, Garibaldi publie un décret dans lequel « le dictateur délègue pour ses représentants deux prodictateurs, l'un pour les provinces continentales, l'autre pour la Sicile ». Et le 17, Antonio Mordini a pris ses fonctions en Sicile.

### L'annexion
Mordini resta après la conclusion du plébiscite d'annexion du 21 octobre 1860, jusqu'à l'annexion au royaume d'Italie constitutif le 2 décembre suivant, lorsque les pouvoirs furent transmis à une Lieutenance provisoire pour les provinces siciliennes et que le gouvernement de l'État de Sicile cessa définitivement.
Les résultats du plébiscite avaient été proclamés par le président de la Cour suprême de justice Pasquale Calvi le 4 novembre.
L'annexion à l'État italien a ensuite été ratifiée par le Parlement du Royaume et le décret publié au Journal officiel du Royaume, n° 306 du 26 décembre 1860.

## Le gouvernement

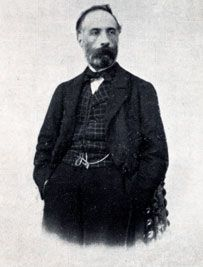
Francesco Crispi en 1860, premier secrétaire d'État.

### Chefs de l'exécutif
- Francesco Crispi (premier secrétaire d'État) (17 mai - 18 juillet 1860)
- Giuseppe Sirtori (pro-dictateur) (18-22 juillet 1860)
- Agostino Depretis (pro-dictateur) (22 juillet - 14 septembre 1860)
- Antonio Mordini (pro-dictateur) (17 septembre - 2 décembre 1860)

### Départements

#### Premier gouvernement
- Premier secrétaire d'État : Francesco Crispi
- de la guerre et de la marine : Vincenzo Orsini (du 13 juin seulement à la guerre)
- de l'intérieur : Francesco Crispi (jusqu'au 23 juin puis à partir du 3 août)
- des finances : Francesco Crispi (à partir du 7 juin Domenico Peranni)
- de la justice : Andrea Guarneri
- Éducation publique et culte : Gregorio Ugdulena
- Affaires étrangères et commerce : Casimiro Pisani
- Travaux publics : Giovanni Raffaele (à partir du 7 juin)
- Marine sicilienne : Giuseppe Alessandro Piola Caselli (à partir du 13 juin)

#### Remplacements
Plusieurs remplacements et ajouts ont suivi :
- Secrétaire d'État à la présidence du Conseil : Vincenzo Fardella di Torrearsa (17 - 23 juin)
- Guerre : à partir du 17 juillet Giuseppe Sirtori, à partir du 26 juillet Giacomo Longo, à partir du 30 août intérim de Giuseppe Paternò
- Travaux publics : Gaetano La Loggia à partir du 27 juin (avec éducation du public jusqu'au 10 juillet)
- Finance : Antonio Scialoja (à partir du 27 juin Francesco Di Giovanni)
- Intérieur : Raffaele Conforti (à partir du 27 juin Gaetano Daita, à partir du 8 juillet Giovanni Interdonato jusqu'au 3 août)
- Affaires étrangères et commerce : Giuseppe Natoli (depuis le 27 juin) Gaetano La Loggia (depuis le 10 juillet)
- Éducation et les Travaux publics : Michele Amari (à partir du 10 juillet) puis, par intérim, pour les Affaires étrangères)
- Justice: Giuseppe Pisanelli (à partir du 27 juin Filippo Santocanale, à partir du 10 juillet Vincenzo Errante)
- Sécurité publique : Luigi La Porta (à partir du 27 juin) Gaetano Sangiorgio (à partir du 17 juillet)
- Culte : Ottavio Lanza (du 27 juin au 10 juillet)

#### Dernier gouvernement
Le 18 septembre, en même temps que la nomination de Mordini comme prodictor, le dernier exécutif est installé :
- Finance : Domenico Peranni,
- Travaux publics : Paolo Orlando.
- Culte et instruction publique : Gregorio Ugdulena.
- Intérieur : Enrico Parisi, qui conserve le poste de gouverneur de Trapani.
- Le juge Pietro Scrofani, qui conserve la fonction de président de la Grande Cour des comptes.
- Sécurité publique : Giorgio Tamajo.
- Marine: le commissaire général de la marine Giovanni Battista Fauché.
- Guerre : Nicola Fabrizi.
- Affaires étrangères et commerce : Domenico Piraino (à partir du 20 septembre affaires étrangères à Francesco Crispi).

## Activité législative

### Décrets

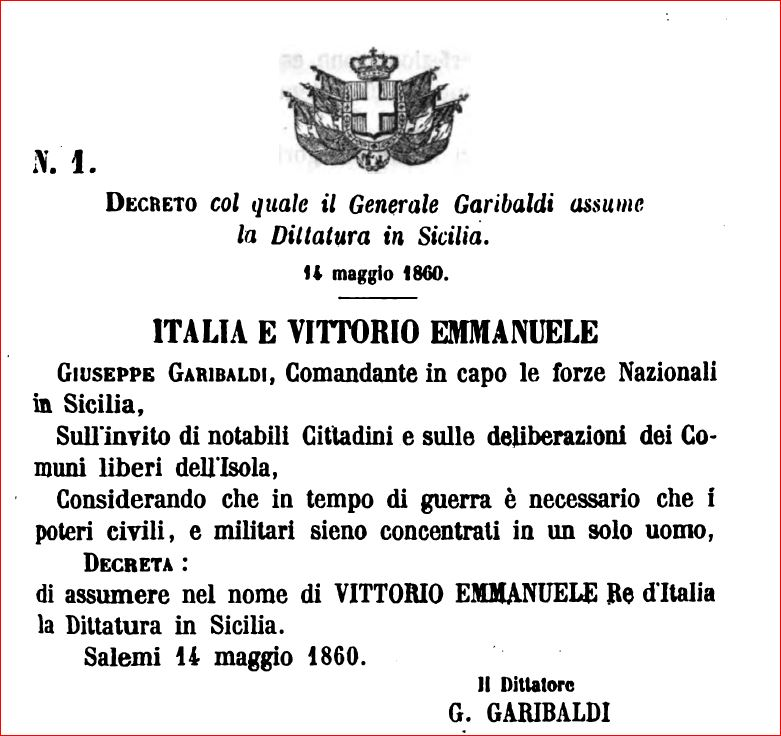
Décret d'assomption de la dictature

Les décrets émis sont signés par le dictateur Garibaldi, « commandant en chef des forces nationales en Sicile », et à partir du 2 juin cosignés par le secrétaire d'État responsable de chaque département. À partir du 18 juillet, ils sont délivrés par les prodictateurs.
- Le décret n° 2 du 14 mai établit la formation d'une milice nationale, avec un quota pour le maintien de l'ordre public ;
- Le décret n° 4 du 17 mai place un gouverneur à la tête de chacun des 23 districts de la Sicile ;
- Le décret n° 5 du 17 mai a supprimé l'impôt sur les meules ;
- Le décret n° 7 du 18 mai a établi qu'un Conseil de guerre jugerait les crimes commis tant par les soldats que par les civils ;
- Le décret n° 12 du 28 mai stipule que les crimes de vol, de meurtre et de pillage seront punis de la peine de mort.
- Le décret n° 18 du 6 juin a établi l'adoption par l'État des enfants de ceux qui sont morts pour la patrie,
- le décret n° 24 du 9 juin, par lequel tous les fonds de bienfaisance sont alloués à ceux qui ont été particulièrement touchés par les effets de la guerre ;
- Le décret n° 35 du 13 juin a aboli le titre d'« Excellence » et le baise-main ;
- Le décret n° 43 du 17 juin impose aux navires siciliens de "battre le pavillon italien, avec au centre les armoiries de la Maison de Savoie".
- Le décret n° 45 du 17 juin a supprimé les compagnies de Jésus et du Très Saint Rédempteur ;
- Le décret n° 78 du 30 juin établit des peines contre les persécuteurs des agents du gouvernement des Bourbons ;
- Le décret n° 79 du 2 juillet, organisant l'armée sicilienne ;
- Le décret n° 81 du 5 juillet, dotation de la marine sicilienne ;
- Le décret n° 98 du 14 juillet établit le « Corps des carabiniers en Sicile ».
- Le décret n° 140 du 3 août, portant adoption « pour la Sicile du statut constitutionnel en vigueur dans le royaume d'Italie ».

## Forces armées
Ils ont été formés, dans l'ordre :
- Milice nationale sicilienne
- Esercito meridionale (en français : « Armée méridionale »)
- La Marine dictatoriale sicilienne (officiellement la marine sicilienne)
- Corps des carabiniers siciliens (Legione carabinieri Sicilia)

## La Lieutenance dans les provinces siciliennes
Le 1er décembre 1860, Vittorio Emanuele II arrive à Palerme et le 2 décembre, le marquis Massimo Cordero di Montezemolo est nommé « lieutenant général du roi dans les provinces siciliennes ».

### Le Conseil de la Lieutenance
Un Conseil de Lieutenance a également été nommé. Le conseil disposait de tous les pouvoirs de gouvernement sur ces territoires, à l'exception de ceux des Affaires étrangères, et de ceux de la Guerre et de la Marine, toujours détenus par le gouvernement central. Même après la proclamation du royaume d'Italie en 1861, la lieutenance est maintenue.
Il était composé des conseillers de la Lieutenance :
- Giuseppe La Farina, conseiller d'État et député, au ministère de l'intérieur et de la sécurité publique ;
- l'avocat Matteo Raeli au ministère de la Justice ;
- Procureur royal près la Grande Cour des comptes, au ministère des Finances, de l'Agriculture et du Commerce : le chevalier Filippo Cordova,
- Ministère de l'Éducation : le baron Casimiro Pisani
- Ministère des Travaux publics : le prince Romualdo Trigona di Sant'Elia
- Secrétaire général de la Lieutenance : le vice-gouverneur, le baron Giacinto Tholosano di Valgrisanche

À partir du 7 janvier 1861, ils ont été remplacés par :
- Département de l'Instruction publique et à la présidence du Conseil : le marquis Vincenzo Fardella di Torrearsa (du 14 janvier aux Finances, du 20 février remplacé par le comte Michele Amari, du 8 mars par Enrico Pirajno baron de Mandralisca)
- Procureur général adjoint auprès du grand tribunal civil de Palerme, ministère de la Justice : l'avocat Filippo Orlando (à partir du 20 février, l'avocat Filippo Santocanale) ;
- Ministère de l'Intérieur : Emerico Amari (à partir du 31 janvier comte Michele Amari, à partir du 8 mars baron Nicolò Cusa) ;
- Ministère de la Sécurité publique : le baron Nicolò Turrisi Colonna (à partir du 31 janvier, le général Giacinto Carini) ;
- Ministère des Travaux publics : le prince Romualdo Trigona di Sant'Elia
- Instruction publique : Salvatore Marchese (à partir du 14 janvier).

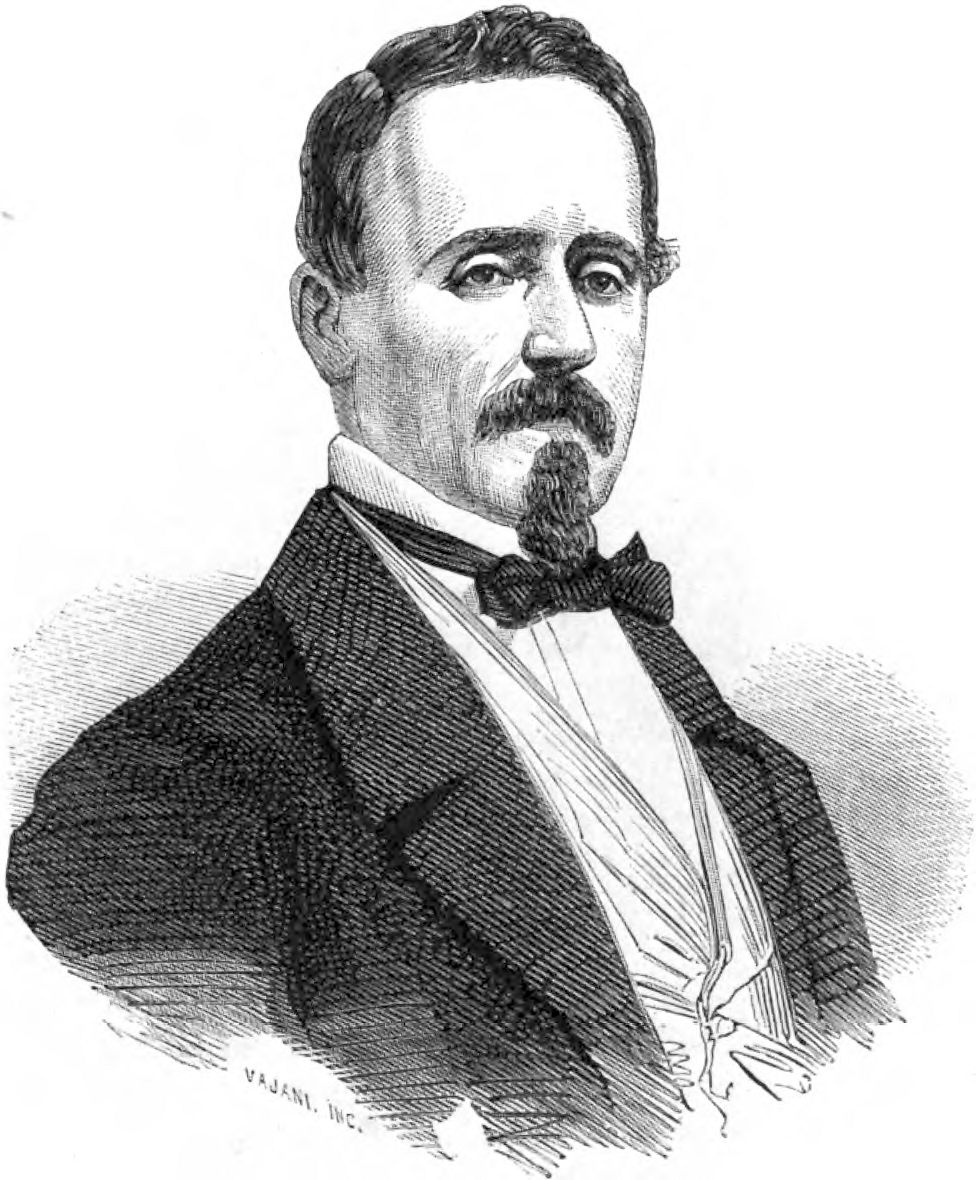
Le lieutenant général Alessandro Della Rovere

Montezemolo démissionne le 14 avril 1861 pour des raisons de santé et est remplacé par le général Alessandro Della Rovere, intendant général de l'armée qui nomme un nouveau conseil de lieutenants le 21 avril.
Secrétaires généraux
- Ministère de la Justice : avocat Paolino Maltese ;
- Département de l'intérieur : Chevalier Carlo Faraldo Intendant de première classe, faisant déjà fonction de vice-gouverneur à Nice ;
- Département des finances : Gregorio Caccia, procureur général auprès de la Grande Cour des comptes ;
- Département de l'instruction publique, des travaux publics et de l'agriculture et du commerce: le chevalier Federico Napoli ;
- Département de la sécurité publique : Francesco Paolo Ciaccio.

Par un arrêté royal du 20 août 1861, « une partie des affaires qui relevaient auparavant de la lieutenance générale ont été transférées au gouvernement central ». Della Rovere, qui ne s'était jamais rendu sur l'île auparavant, considérait la question sicilienne principalement comme un problème de police, à résoudre au titre de la sécurité publique.
Le 5 septembre de la même année, le général Ignazio De Genova di Pettinengo devient lieutenant général.
Le décret royal n° 91 du 5 janvier 1862 supprime la « Lieutenance générale de Sicile ». L'article 4 stipulait que « Chaque année, une personne distinguée sera déléguée par Nous pour Nous représenter à Palerme dans les fonctions de Notre légat apostolique et de la monarchie royale dans les provinces siciliennes ».

### Lieutenants généraux du roi
- Sénateur Massimo Cordero di Montezemolo (2 décembre 1860 - 14 avril 1861)
- Général Alessandro Della Rovere (14 avril - 5 septembre 1861)
- Général Ignazio De Genova di Pettinengo (5 septembre 1861 - 5 janvier 1862)

## Source
- (it) Cet article est partiellement ou en totalité issu de l’article de Wikipédia en italien intitulé « Dittatura di Garibaldi » (voir la liste des auteurs).